# Emmuvere
Emmuvere – wieś w Estonii, w prowincji Lääne, w gminie Ridala. 